# 趙元淑
趙 元淑（ちょう げんしゅく、生年不詳 - 613年）は、中国の隋の官僚・軍人。本貫は博陵郡。

## 経歴
趙世模の子として生まれた。世模が南朝陳との戦いで戦死すると、元淑は父の本官を嗣いだ。数年後、驃騎将軍の号を受けた。長安の富豪の宗連の末娘が賢夫を求めていると聞いて、元淑は会いに行き、宗連に見込まれて、娘を妻に迎えた。宗連に奴婢や良馬、絹帛綺羅や金宝珍玩を贈られて、元淑は富裕になった。
604年（仁寿4年）、煬帝が即位し、漢王楊諒が反乱を起こすと、元淑は楊素に従って反乱を平定した。功績により位を柱国に進め、徳州刺史に任じられた。まもなく潁川郡太守に転じ、善政で知られた。元淑は司農が諸郡の租穀を滞納させていることを上奏した。煬帝が「卿の思うとおりにさせたら、幾日で終えることができるか」と元淑に問うと、元淑は「臣の考えどおりにすれば10日かかりますまい」と答えたので、煬帝はその日のうちに元淑を司農卿に任命した。元淑は前言どおり天下の租を納入させた。
礼部尚書の楊玄感はひそかに二心を抱いており、元淑とともに反乱を成功させるべく、交友関係を結び、多くの金宝を贈った。612年（大業8年）、煬帝が高句麗遠征の軍を起こすと、元淑は将軍を兼任して宿衛をつかさどり、光禄大夫の位を加えられ、葛公に封じられた。613年（大業9年）、煬帝が再び高句麗に遠征すると、元淑は臨渝に駐屯した。楊玄感が反乱を起こすと、その弟の楊玄縦が煬帝のところから逃亡し、臨渝に立ち寄った。元淑はその小妻の魏氏を出して楊玄縦と面会させ、宴会を開いて歓迎し、さらには路銀を贈った。楊玄感が敗北すると、反乱側と通じていたことを密告した人がおり、元淑は取り調べを受けた。元淑は楊玄感とやりとりした金は結納金であって他意はないと主張したが、魏氏が矛盾する証言をしていた。煬帝は激怒し、8月辛酉に元淑と魏氏はともに涿郡で斬られ、その家の財産は没収された。

## 伝記資料
- 『隋書』巻70 列伝第35
- 『北史』巻41 列伝第29